# Armatur (Kunst)

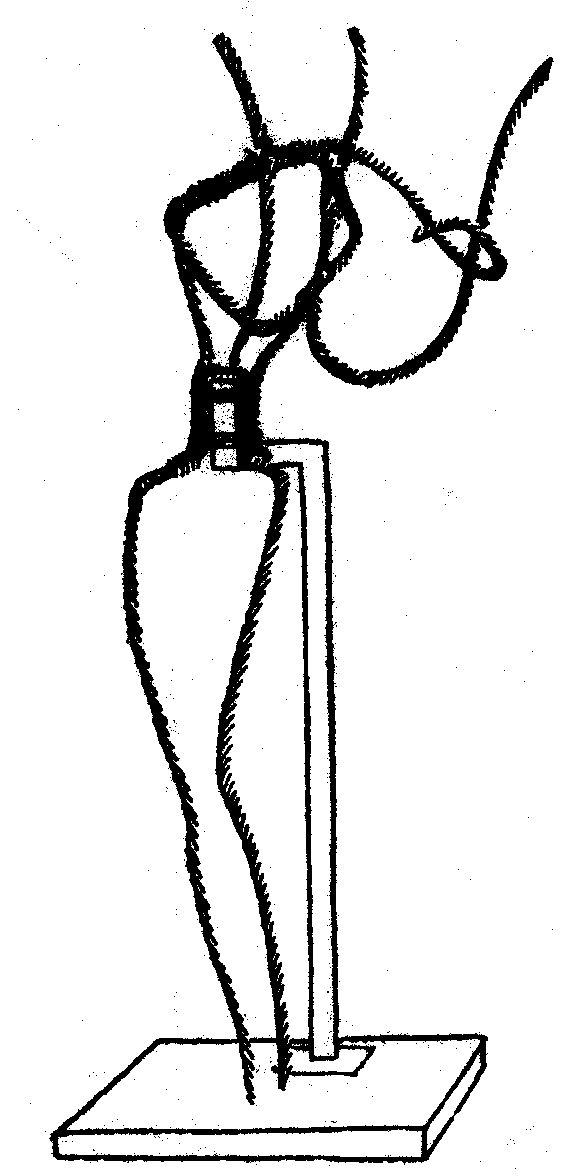
Skizze zu einer Figuren-Armatur

Die Armatur in der Bildenden Kunst bezeichnet ein Gerüst innerhalb einer Plastik, das dazu dient, die aufgetragene Modelliermasse, meistens Gips, Pappmaché oder Lehm, zu tragen. Das Verfahren entspricht im Wesentlichen der Armierung im Bauwesen.
Die Armatur hat in der Regel einen rein technischen Charakter und trägt zur Ästhetik der Plastik nichts bei. Gelegentlich tritt die Armatur aber auch stellenweise zu Tage und wird als Mittel der Gestaltung eingesetzt.